# 7238 Kobori
7238 Kobori eller 1989 OA är en asteroid i huvudbältet som upptäcktes den 27 juli 1989 av de båda japanska astronomerna Toshimasa Furuta och Yoshikane Mizuno vid Kani-observatoriet. Den är uppkallad efter Akira Kobori.
Asteroiden har en diameter på ungefär 5 kilometer.